# 兄弟聯
兄弟联是中华人民共和国的男子音乐组合，東方之星娱乐事業有限公司旗下艺人。

## 簡介
兄弟联于2007年1月正式出道,当时有钟凯、巫迪文、陈泽宇、毛方圆四位成员，他们是唱片公司从男孩选秀节目《加油！好男儿》中挑选出来的。2009年8月31日巫迪文的合约到期，不再续签，退出组合。

## 成员资料

### 钟凯
- 出生日期：1980年1月20日
- 籍贯：湖南

### 陈泽宇
- 出生日期：1983年7月24日
- 出生地：湖南长沙

### 毛方圆
- 英文名：Francis
- 出生日期：1987年9月10日
- 籍贯：浙江宁波

## 影视作品

### 电影
- 2009年 动画电影《喜羊羊与灰太狼之牛气冲天》（配音）

### 电视剧
- 2007年《青蛙王子》，钟凯饰演李知凯、巫迪文饰演李知文、陈泽宇饰演苏泽
- 2008年《网球王子》，陈泽宇饰演周助、毛方圆饰演鞠万、巫迪文饰演季步、钟凯饰演王亚津
- 2008年《铠甲勇士》（客串），钟凯饰演北凯、巫迪文饰演文东、陈泽宇饰演泽西、毛方圆饰演方中
- 2009年《加油！网球王子》，陈泽宇饰演周助、毛方圆饰演鞠万、巫迪文饰演季步、钟凯饰演王亚津

## 唱片

### 单曲
- 2007年2月1日《漫长的约会》（EP）
- 2007年《1+1=11》，收录于《歌舞青春High School Musical》
- 2007年电视剧《网球王子》 主题曲《没有彩虹的阳光》合唱王传君、柏栩栩、张超、张殿菲、魏斌、向鼎，片尾曲《年轻的战场》《我有一个梦想》
- 2008年《我做我的王》，收录于《仙剑奇侠传三》电视原声带
- 2009年电视剧《加油！优雅》主题曲《倔强的温柔》合唱曲尼次仁
- 2009年电视剧《加油！网球王子》 主题曲《没有彩虹的阳光》，片尾曲《奔跑》
- 2009年《喜上眉梢》合唱东方天使

### 专辑
- 2007年4月6日《同名专辑》
- 2009年9月9日《爱的大作战》（EP）

## 书籍
- 2007年9月 写真《青春拍立得》

## 形象代言
- 光明乳业心爽酸酸乳代言人（2007年﹣2009年）
- 上海市成分献血的推广形象大使（2007年﹣）
- 上海星之健健身俱乐部形象代言（2008年2月）
- 起亚X Games亚洲极限运动锦标赛形象大使（2008年﹣2009年）